# Zalmsalade
Zalmsalade is een salade met als voornaamste bestanddeel zalm. 
Daarnaast worden nog enkele ingrediënten standaard toegepast, namelijk aardappelen, ei, ui, augurk en enkele kruiden. De hoeveelheden van alle afzonderlijke ingrediënten kunnen naar smaak of afhankelijk van het doel van de salade worden aangepast. Ook kan bij bereiding worden gevarieerd met de hoeveelheid azijn en/of mayonaise die men aan de salade toevoegt en kunnen afhankelijk van smaak enige andere groenten worden toegevoegd.
Zalmsalade kan worden gebruikt als maaltijdsalade (bijvoorbeeld als onderdeel van een buffet), of als salade die op een toastje of cracker wordt gegeten bij feesten zoals een verjaardag.